# Вирловень
Вирловень, Вирловені (рум. Vârloveni) — село у повіті Арджеш в Румунії. Входить до складу комуни Котмяна.
Село розташоване на відстані 135 км на північний захід від Бухареста, 28 км на північний захід від Пітешть, 100 км на північний схід від Крайови, 105 км на південний захід від Брашова.

## Населення
За даними перепису населення 2002 року у селі проживали 64 особи, усі — румуни. Усі жителі села рідною мовою назвали румунську.